# Marco Parente
Marco Parente (Napoli, 1969) è un cantautore italiano.

## Biografia

### Dagli inizi aEppur non basta
Nato a Napoli da padre partenopeo e madre svedese, cresce in Casentino, a Poppi (Ar) dove intraprende le prime esperienze musicali con Massimo Fantoni. All'inizio degli anni novanta si trasferisce a Firenze, dove forma la band Otto'P'Notri insieme a Massimo Fantoni a cui si aggiungeranno, in una fase successiva musicisti come David Bindi, Fabrizio Orrigo, Claudio Mangionello e Umberto Bartolini. Con gli Otto'P'Notri Parente sperimenterà senza pubblicare, il primo album della band infatti arriverà nel 1999, dopo la sua uscita dal gruppo avvenuta nel 1995; durante quell'esperienza si farà notare anche come batterista.
Dopo aver contribuito alla batteria e agli arrangiamenti de L'albero pazzo di Andrea Chimenti, collabora con i CSI suonando la batteria per l'album Linea Gotica del 1996.
Il disco d'esordio, Eppur non basta, esce nel marzo del 1997 per la collana Taccuini del Consorzio Produttori Indipendenti. Nel brano Oio, Parente duetta con Carmen Consoli.
Stefano Bollani, con il quale Parente si trova nel frattempo a collaborare dal vivo, realizzerà una cover de Il mare si è fermato in Småt Småt del 2003.
Nel 1998 Parente prende parte al tributo The Different You - Robert Wyatt e noi con Gharbzadegi, realizzata con i La Crus e inserita anche nella ristampa di Eppur non basta come bonus track.

### Testa, di' cuoree l'incontro con City Lights
Testa, di' cuore, il secondo album di studio, esce nel 1999 per l'etichetta Sonica e contiene un brano cantato in duetto con Cristina Donà, Senza voltarsi scritto insieme a Massimo Fantoni.
Parente conosce Antonio Bertoli, direttore della City Lights Firenze, e avvia una serie di collaborazioni nell'ambito della poesia e del reading accompagnando nomi del calibro di Lawrence Ferlinghetti, Alejandro Jodorowsky, Anne Waldman e John Giorno nel corso del tour Pull My Daisy.
La stessa City Lights stampa il libretto Testa, di' cuore - Work in progress/Work in regress.
Parente inizia a lavorare al suo primo spettacolo, Paradiso, Inferno, Piano Terra, in scena dal dicembre del 2001. Insieme a Paolo Benvegnù apre alcuni concerti degli Afterhours, stringendo una solida collaborazione con il gruppo di Manuel Agnelli. Suonerà insieme a loro al Premio Ciampi 2001.

### Trasparentee la produzione di Manuel Agnelli
Preceduto dal singolo Lamiarivoluzione, il terzo album Trasparente esce il 27 settembre 2002 ed è prodotto da Manuel Agnelli degli Afterhours, fondamentale nel fungere da tramite con l'etichetta discografica Mescal.
Alla realizzazione di Trasparente, avviata nel 2000, contribuiscono Andrea Franchi alla batteria, Giovanni Dall'Orto al basso e Paolo Benvegnù alla chitarra elettrica: è l'inconsapevole nascita della band Proiettili buoni, progetto parallelo che sarà ripreso in mano nel 2008.
Da Trasparente viene estratto il secondo singolo Davvero trasparente, mentre Patty Pravo propone una cover del brano Farfalla pensante in Radio Station del 2002.
Sempre nel 2002 City Lights pubblica il libretto Trasparente, che contiene anche i testi delle canzoni del disco.
Il 4 ottobre del 2002, in occasione del Premio Grinzane Cavour, Manuel Agnelli, Cristina Donà e Parente ricevono il Premio Grinzane Musica e si cimentano per la prima volta insieme sullo stesso palco, al Teatro Politeama di Saluzzo: la registrazione del concerto confluirà in Premio Grinzane Cavour 2002, allegato al n. 20 (inverno 2006) della rivista musicale "Mucchio Extra" (supplemento trimestrale de Il Mucchio Selvaggio).
Il 30 maggio del 2003 viene pubblicato Pillole buone, contenente dieci brevi riscritture elettroniche di Trasparente ideate e realizzate da Lorenzo Brusci, con D.RaD e Taketo Gohara come ospiti.

### L'attuale jungla, live con la Millennium Bugs' Orchestra
Anticipato dal singolo Inseguimento geniale, unico brano inedito in scaletta, L'attuale jungla esce il 16 gennaio 2004 per Mescal.
Il progetto era partito il 21 maggio 2003, quando Parente, i suoi musicisti e la Millennium Bugs' Orchestra avevano tenuto un concerto alla Stazione Leopolda di Firenze, all'interno della manifestazione Fabbrica Europa.
Le registrazioni della serata vanno a sommarsi a quelle effettuate in occasione delle repliche del 1º luglio 2003 (Poggio a Caiano, Festival delle Colline) e 26 agosto 2003 (Porto Santo Stefano, Grey Cat Festival).
Nel 2004 prende atto Cuore distillato, spettacolo in collaborazione con Antonio Bertoli, presentato anche in Belgio e in Francia e documentato dall'omonimo libretto della casa editrice belga Maelström.
L'attuale jungla viene successivamente presentato a Roma e Milano nel settembre 2004.

### DaNeveaRidens
Nel maggio 2005 esce il singolo Il Posto delle fragole, che anticipa il nuovo progetto Neve ridens: una doppia pubblicazione a distanza di pochi mesi di dischi diversi ma tra loro speculari.
Il primo capitolo, intitolato Neve (Ridens), esce il 23 settembre 2005, mentre il secondo, (Neve) Ridens, il 24 febbraio 2006, preceduto dal singolo Neve ridens a cui partecipano Manuel Agnelli e Marco Iacampo alias Goodmorningboy.

### Doppio DVD e lo spettacoloIl Rumore dei Libri
Strettamente legato al progetto Neve ridens è lo spettacolo Il Rumore dei Libri, nato grazie al ritrovamento di Baobab, un archivio di poesia sonora dove poeti provenienti da tutto il mondo hanno tramandato oralmente la propria opera.
Nella performance de Il rumore dei libri, il repertorio di Parente interagisce con le voci di Baobab, inventando un concerto dove i vecchi “mangiacassette” con le voci registrate e la carta stessa dei libri diventano inediti strumenti musicali.
Presentato per la prima volta il 21 maggio 2005 all'interno della manifestazione “Assalti al Cuore” (Teatro degli atti, Rimini), lo spettacolo Il Rumore dei Libri è stato poi riproposto in varie città.
Il 2 dicembre 2006 viene pubblicato il doppio DVD Neve Ridens un giorno + Il Rumore dei Libri, contenente quattro videoclip, lo spettacolo Il Rumore dei Libri tenutosi a giugno dello stesso anno a La Casa 139 di Milano e il reportage di Neve Ridens un giorno, ovvero della giornata del 28 settembre 2005, quando Parente si spostò a Firenze per cinque performance distanziate circa un'ora e mezza fra loro: dalla Stazione Santa Maria Novella alle librerie Feltrinelli, dalle Fyr Art Galleries a San Jacopo e ControRadio.

### Dai Proiettili buoni alla "Pubblicazione vivente"
Finito il sodalizio con Mescal, Parente si getta in molteplici progetti paralleli e trasversali.
Il 19 giugno 2008 all'Anfiteatro Romano di Fiesole va in scena un tributo a Nick Drake, replicato il 25 ottobre alla Fortezza da Basso di Firenze: se Parente si dedica al canto, Roberto Angelini suona le chitarre e il celebre Robert Kirby interviene come direttore d'orchestra e arrangia persino un inedito dello stesso Parente, Sempre.
Nel proseguimento del 2008 viene poi pubblicato il primo album omonimo dei Proiettili buoni, supergruppo formato appunto con Paolo Benvegnù, Gionni Dall'Orto e Andrea Franchi. Registrato in presa diretta durante le prove e il concerto del 4 gennaio 2008 al Viper Theatre di Firenze, il disco contiene pezzi scritti da Parente e risalenti al periodo di Trasparente, in versioni realizzate dalla band in un insolito work in progress.
Al contempo è disponibile un vinile in tiratura limitata, dallo stesso titolo, con i provini originali registrati da Parente su un otto piste a cassetta.
Nel mentre Parente suona con lo scratchatore CaNeNeRo, instaura una collaborazione con il cantautore di Portland Ryland Bouchard (ex-The Robot Ate Me) e inaugura il 2009 con un mini-tour del duo Betti Barsantini, formato con Alessandro Fiori dei Mariposa e all'opera su un repertorio di rispettivi brani inediti.
Un altro brano inedito, Da un momento all'altro, compare poi nella raccolta Afterhours presentano: Il paese è reale (19 artisti per un paese migliore?).
Come se non bastasse, Parente diffonde una sorta di manifesto programmatico volto al concetto di Pubblicazione vivente:

### DaIl Diavolaccioal settimo album di studio
Il primo esempio nell'ambito della Pubblicazione vivente è lo spettacolo Il Diavolaccio, che debutta il 26 novembre 2009 al Lazzaretto di Ancona e si snoda in vari altri appuntamenti.
Lo spettacolo offre la possibilità di ascoltare le canzoni inedite destinate al settimo album di studio, in uscita nei primi mesi del 2011.
Nell'aprile del 2011 Marco Parente pubblica l'album La riproduzione dei fiori sotto il marchio Woland PS. Dallo stesso album estrae un videoclip, C'era una stessa volta, di cui cura interamente sceneggiatura e regia.

### Suite love
Il 25 marzo 2013 viene pubblicato per la Woland Suite Love. Si tratta del primo lavoro di una trilogia, l'inizio di un progetto che ha visto all'opera nella registrazione e nella produzione Taketo Gohara (già insieme a Vinicio Capossela, Edda e Baustelle).

## Produzioni

### Discografia

#### Album in studio
- 1997 - Eppur non basta (CPI/Sonica)
- 1999 - Testa, dì cuore (Sonica/Edel)
- 2002 - Trasparente (Mescal/Sony)
- 2004 - L'attuale jungla (live) (Mescal/Sony)
- 2005 - Neve (Ridens) (Mescal/Sony)
- 2006 - (Neve) Ridens (Mescal/Sony)
- 2011 - La riproduzione dei fiori (Woland)
- 2013 - Suite Love (Woland)
- 2020 - LIFE (Blackcandy produzioni)

#### Singoli
- 2002 - Lamiarivoluzione (Mescal/Sony)
- 2002 - Davvero trasparente (Mescal/Sony)
- 2003 - Pillole buone (Mescal/Sony)
- 2003 - Inseguimento geniale (solo radiofonico) (Mescal/Sony)
- 2005 - Il posto delle fragole (Mescal/Sony)
- 2006 - Neve ridens (solo radiofonico) (Mescal/Sony)

#### DVD
- 2006 - Neve Ridens un giorno + Il Rumore dei Libri (Mescal/Emi)

#### Progetti paralleli
- 2008 - Proiettili buoni - Proiettili buoni (Black Candy/Audioglobe)
- 2014 - BettiBarsantini - BettiBarsantini (Malintenti Dischi/Edel)

#### Tributi, collaborazioni e partecipazioni
- 1996 - Linea Gotica - Consorzio Suonatori Indipendenti (come batterista)
- 1998 - The Different You - Robert Wyatt e noi - Gharbzadegi, con La Crus
- 2001 - Come fiori in mare - Luigi Tenco riletto - Se potessi amore mio, con Millennium Bugs' Orchestra
- 2003 - Non più i cadaveri dei soldati (Un omaggio a Fabrizio De André) - Ho visto Nina volare
- 2004 - Pig Maglione - Roma'n'cess - Blindvision
- 2006 - Manuel Agnelli, Cristina Donà, Marco Parente - Premio Grinzane Cavour 2002 (live)
- 2007 - Way To Blue - Sognando Nick Drake - Way To Blue
- 2009 - Afterhours presentano: Il paese è reale (19 artisti per un paese migliore?) - Da un momento all'altro
- 2009 - Salotto Live - Amore o governo

### Spettacoli
- 2001 - Paradiso, Inferno, Piano terra
- 2004 - Cuore distillato
- 2005 - Il Rumore dei Libri
- 2009 - Il Diavolaccio

### Libri
- 1998 - Testa, di' cuore - Work in progress/Work in regress (City Lights Firenze)
- 2002 - Libro trasparente (City Lights Firenze)
- 2004 - Cuore distillato (Maelström Editions)

## Formazione attuale
- Marco Parente: voce, chitarra
- Andrea Angelucci: basso
- Andrea Allulli: piano, tastiera
- CaNeNeRo: turntables
- Mattia Coletti: fonico
- Massimiliano Sorrentini: batteria
- Alessandro "Asso" Stefana: chitarra, produzione
- Marco Tagliola: fonico, produzione